# You Da One
You Da One è un brano musicale della cantante barbadiana Rihanna, pubblicato come secondo singolo dal suo sesto album, Talk That Talk, uscito cinque giorni dopo di esso. Confermato tre giorni prima della sua messa in commercio, il singolo è stato pubblicato ufficialmente il 14 novembre 2011 e vede la produzione di Dr. Luke. Il video ufficiale è uscito il 23 dicembre 2011 sul canale VEVO della cantante. È stato scritto da Lukasz Gottwald, Ester Dean, John Hill e dalla stessa Rihanna. Il singolo è stato presentato in esclusiva alle ore 13 dell'11 novembre 2011 sulla radio inglese Capital FM. Il singolo è entrato alla nona posizione della classifica digitale statunitense vendendo 124 000 copie nella sua prima settimana.
Il brano, che appare come prima traccia dell'album Talk That Talk, riprende il sound reggae-pop dei precedenti singoli What's My Name? e Man Down, contenuti nel suo album precedente, Loud; il testo è semplice e romantico, e in esso Rihanna parla di una relazione amorosa nella quale si trova pienamente a suo agio: "Sai come amarmi fortemente/Non mento, mi sto innamorando intensamente/Sì, mi sto innamorando di te, ma non c'è nulla di male," canta accompagnata da un sound dubstep midtempo. Nella sua copertina si può vedere una foto in bianco e nero con una Rihanna dall'espressione rilassata, a occhi chiusi, con lunghe unghie e una sigaretta in bocca.

## Video musicale
Il video musicale di You Da One è stato filmato il 26 novembre e il 27 novembre 2011 nell'Irlanda del Nord, e diretto da Melina Matsoukas, che aveva già diretto il controverso video per il suo precedente singolo, We Found Love, che era stato girato anch'esso in Irlanda.
Il video di You Da One è stato pubblicato il 23 dicembre 2011. Quasi completamente in bianco e nero, il video mostra una spensierata Rihanna con un con una capigliatura a caschetto biondo che balla in un ambiente futuristico, accompagnandosi con un bastone. Durante tutto il video, alcune scritte come Talk That Talk o i versi della canzone, compaiono come sfondo o in primo piano, mentre alle scene di una Rihanna che balla in una stanza o che cammina per un vicolo, si alternano quelle in cui un proiettore proietta su di lei luci geometriche in movimento. In altre scene del video si intravede Rihanna che forma, col fumo che le esce dalla bocca, parole come Dream e Love. Il trucco di Rihanna è un esplicito omaggio al film Arancia Meccanica. Prima che il video uscisse, Rihanna tramite il suo Rihanna Navy ha dato ai suoi fan la possibilità di sbloccare i Dietro Le Quinte durante le riprese del video.

## Descrizione
You Da One è un brano mid-tempo pop ed electropop, con elementi di altri generi musicali, tra cui dancehall e reggae. Il brano propone anche un breakdown dubstep prima del ritornello finale.

## Accoglienza
You Da One ha suscitato numerosi consensi da parte dei critici musicali. Jocelyn Vena di MTV News ha posto enfasi sull'allusione alla sfera sessuale insita nel pezzo; Vena ha continuato scrivendo che il brano è il più radiofonico nel disco Talk That Talk, nonostante il pesante uso di "un testo NSFW". Robert Copsey di Digital Spy ha osservato che il brano "trasuda un sapore caraibico". Per il sito rnbjunk, "la canzone è creata appositamente per fare il delirio nelle radio, proprio così, You Da One è estremamente radio compatibile, ed a differenza del primo singolo potrebbe piacere tantissimo anche agli ascoltatori Urban. Fresca, sbarazzina, giovanile, e perfetta per i suoi fans." In una recensione sul blog soundsblog.it si legge: "Se una delle caratteristiche principali del pop è la spensieratezza allora You Da One riesce nell'intento di diffondere questa sensazione. Si tratta infatti di una midtempo, semplice, leggera e molto divertente che, giocando con i soliti balbetti a cui la cantante ci ha abituati e con un'influenza caraibica, fa avvicinare al disco con un sorriso". Melissa Maerz di Entertainment Weekly ha gradito molto il brano, affermando che You Da One è "il perfetto pezzo d'apertura che gestisce lo sfondo per un album che abbraccia ritmi caraibici, reggae, e pulsanti battiti house".

## Tracce
Download digitale
1. You Da One - 3:19

## Classifiche

### Classifiche internazionali
| Classifica (2011/2012) | Posizione massima |
| ---------------------- | ----------------- |
| Australia              | 26                |
| Austria                | 23                |
| Belgio (Fiandre)       | 40                |
| Belgio (Vallonia)      | 50                |
| Canada                 | 12                |
| Francia                | 23                |
| Irlanda                | 12                |
| Italia                 | 30                |
| Norvegia               | 16                |
| Nuova Zelanda          | 10                |
| Paesi Bassi            | 53                |
| Regno Unito            | 16                |
| Repubblica Ceca        | 29                |
| Slovacchia             | 16                |
| Spagna                 | 44                |
| Stati Uniti            | 14                |
| Svezia                 | 17                |
| Svizzera               | 36                |
| Ungheria               | 14                |

### Classifiche di fine anno
| Classifica (2012) | Posizione |
| ----------------- | --------- |
| Canada            | 60        |
| Francia           | 159       |
| Polonia           | 27        |
| Stati Uniti       | 89        |

## Date di pubblicazione
| Paese         | Data             | Formato             | Etichetta       |
| ------------- | ---------------- | ------------------- | --------------- |
| Stati Uniti   | 11 novembre 2011 | Radio               | Def Jam         |
| Stati Uniti   | 14 novembre 2011 | Download Digitale   | Def Jam         |
| Francia       | 14 novembre 2011 | Download Digitale   | Def Jam         |
| Australia     | 14 novembre 2011 | Download Digitale   | Def Jam         |
| Nuova Zelanda | 14 novembre 2011 | Download Digitale   | Def Jam         |
| Finlandia     | 14 novembre 2011 | Download Digitale   | Def Jam         |
| Italia        | 14 novembre 2011 | Download Digitale   | Def Jam         |
| Spagna        | 14 novembre 2011 | Download Digitale   | Def Jam         |
| Belgio        | 14 novembre 2011 | Download Digitale   | Def Jam         |
| Lussemburgo   | 14 novembre 2011 | Download Digitale   | Def Jam         |
| Paesi Bassi   | 14 novembre 2011 | Download Digitale   | Def Jam         |
| Norvegia      | 14 novembre 2011 | Download Digitale   | Def Jam         |
| Austria       | 14 novembre 2011 | Download Digitale   | Def Jam         |
| Portogallo    | 14 novembre 2011 | Download Digitale   | Def Jam         |
| Svizzera      | 14 novembre 2011 | Download Digitale   | Def Jam         |
| Svezia        | 14 novembre 2011 | Download Digitale   | Def Jam         |
| Stati Uniti   | 29 novembre 2011 | Airplay             | Def Jam         |
| Regno Unito   | 27 dicembre 2011 | CD singolo          | Def Jam         |
| Stati Uniti   | 17 gennaio 2012  | EP Remixes digitale | Def Jam         |
| Germania      | 27 gennaio 2012  | CD singolo          | Universal Music |